# Grad Bruxelles
Grad Bruxelles (francuski: Bruxelles-ville ili Ville de Bruxelles, nizozemski: Stad Brussel) je najveća općina unutar Regije glavnoga grada Bruxellesa i službeni glavni grad Belgije (čl. 194 belgijskog ustava).
Iako se općenito smatra da je cijelo područje Briselske regije glavni grad Belgije, to je samo de facto istina, dok je de iure samo područje grada Bruxellesa glavni grad Belgije. Briselska regija, koja se i sama vrlo često naziva samo „Bruxelles“ sastoji se, uz grad Bruxelles, od još 18 općina.
Zbog ovih često zbunjujućih pojmova, stanovnici Bruxellesa često na ime grada dodaju sufiks -ville tj. -stad („grad“) kako bi razlikovali područje općine od aglomerizacijskog područja grada.

## Područje općine
Grad Bruxelles sastoji se od:
- povijesnog središta grada, koji se više manje nalazi unutar bivših gradskih zidina, koje su danas zamijenjene cestama. Zbog svog specifičnog oblika, ovo se područje općine naziva „pentagon“ ili „srce Bruxellesa“;

- područja koja su pripojena ovoj općini u drugoj polovici 19. te početkom 20. stoljeća. To su:

- - na sjeveru, godine 1853., nakon financijskog kraha općine Saint-Josse-ten-Noode (Sint-Joost-ten-Node), grad Bruxelles je kupio pola teritorija te općine. Danas je to Sjeverna četvrt (Nord).
  - na jugu, godine 1860., 123 hektara šume (forêt de Soignes ili Zoniënwoud) pripojeno je gradu kako bi se napravio park Bois de la Cambre ili Ter Kamerenbos koji je trebao postati šetalište za gradsku aristokraciju. Istovremeno je za pristup ovom parku sagrađena i velika prestižna avenija. Ova avenija Louise (avenue Louise ili Louizalaan) danas dijeli na dva dijela općinu Ixelles (Elsene).
  - na istoku, godine 1880., vojni teren i okolno područje u općini Etterbeek, pripojeni su gradu Bruxellesu kako bi se napravio park za proslavu jubileja nezavisnosti (parc du Cinquantenaire ili Jubelpark). U četvrtima koje se nalaze između ovog parka i središta grada, koje su također pripojene u to vrijeme, danas se nalaze zgrade Europske unije.
  - na sjeveru, godine 1921., bivše općine Laeken (Laken), Neder-Over-Heembeek i Haren pripojene su gradu Bruxellesu.

## Uprava
Kao i u svakoj drugoj belgijskoj općini, na čelu se nalazi načelnik tj. gradonačelnik (bourgmestre ili burgemeester). Ova funkcija nije isto što i funkcija ministra predsjednika regija glavnoga grada Bruxellesa ili funkcija guvernera regije glavnoga grada Bruxellesa.